# Jonathan Mann
Jonathan Max Mann (Boston, 30 de julio de 1947 – Océano Atlántico, 2 de septiembre de 1998) fue un médico y filántropo estadounidense. Como funcionario de la OMS, fue líder de la lucha contra el VIH/sida durante los años 1980.

## Biografía
Mientras estudiaba se casó con Marie-Paule Bondat, tuvieron tres hijos y se divorciaron en 1995. Luego de su divorcio se casó con Mary Lou Clements, también médica, en 1996.
Se recibió de la Universidad Washington en San Luis en 1974. En 1980 obtuvo su máster en la Escuela de Medicina Harvard.

### Filantropía
En 1984 fue contactado por James Curran, que lo presentó a Joseph McCormick quien investigaba el VIH/sida en África. Con el apoyo económico y político de Curran, ambos médicos fundaron el Proyecto SIDA que se estableció en Kinsasa y promovieron la adhesión de colegas extranjeros para contribuir en África; como Peter Piot y Michel Sidibé.
Tras su salida de la OMS fundó HealthRight International, la presidió y su segunda esposa trabajó con él en sus últimos años. Fue nombrado Decano de la Facultad de Medicina de la Universidad Drexel, cargo que ocupó hasta su muerte.

### Muerte[3]
Falleció en el Vuelo 111 de Swissair, que se estrelló en el Atlántico norte debido a un incendio. Mann viajaba junto a su esposa y se dirigían a la OMS.

## Carrera
Tras recibirse fue empleado en los Centros para el Control y Prevención de Enfermedades en 1975. En 1977 dejó los CDC al ser nombrado Epidemiólogo Estatal de Nuevo México, trabajó allí hasta 1984.

### Organización Mundial de la Salud
En 1985 fue contratado por la OMS debido a su trabajo en África y en 1986 fue nombrado Director de lucha contra el VIH/Sida. Mann organizó una estrategia de acción directa; con tratamiento e investigación mediante un equipo de 250 científicos y un gasto de 70 millones USD anuales, esto llevó a enfrentarlo con la mayoría de la organización.
En enero de 1988 fue elegido Presidente de la OMS, el japonés Hiroshi Nakajima, quien volcó todo el presupuesto a la Erradicación de la poliomielitis: la peor pandemia del siglo XX y que a pesar de existir una vacuna, no se había solucionado. Las diferencias ideológicas y presupuestarias, más el desmantelamiento del plan de Mann; terminó por enemistarlos.
Con el distanciamiento de Nakajima, Mann solicitó financiación a las Naciones Unidas: explicó que la nueva enfermedad era mucho más grave que la polio y advirtió que podía volverse incontrolable. Tras la negativa renunció a la OMS en 1990, rechazó unirse a Onusida y a cualquier otro organismo burocrático.